# Frenchman Bay (Ort)
Frenchman Bay ist ein Ort im australischen Bundesstaat Western Australia. Es liegt etwa 9,1 Kilometer von Albany entfernt auf der gegenüberliegenden Seite der Bucht.

## Geographie
Frenchman Bay liegt auf der Torndirrup-Halbinsel, nördlich des Torndirrup-Nationalparks, der die Südküste der Halbinsel einnimmt. Östlich des Ortes liegt Torndirrup und westlich Goode Beach.
Im Norden hat Frenchman Bay etwa 2,2 Kilometer Küste an der King George Sound, einer Bucht an der Great Australian Bight, die hier Frenchman Bay genannt wird. Die Küste besteht hauptsächlich aus Sandstrand. Die beiden Strände im Ort heißen Whalers Beach und Cheyne Beach. Sie werden durch die Landspitze Waterbay Point getrennt.

## Geschichte
Der Ort liegt im traditionellen Siedlungsgebiet des Aborigines-Stammes der Mineng.
Die Frenchman Bay, die 1887 erstmals so bezeichnet wurde, war ein bedeutender Ort in der jüngeren Geschichte der ganzen Region. George Vancouver, der erste europäische Erforscher des King George Sounds, ging hier 1791 an Land. Eine Wasserquelle an der Whalers Beach wurde in der Folge immer wieder von Seefahrern aufgesucht. Die Wasserversorgung ermöglichte später die Errichtung von Walfangstationen und war ein Ziel von Ausflüglern und Touristen. Etwas nördlich beim heutigen Goode Beach ließ sich erstmals auf der Halbinsel ein Siedler nieder. Später wurden eine Herberge und ein Campingplatz gebaut.
Ursprünglich bezeichnete der Name Frenchman Bay ein größeres Gebiet, das auch Goode Beach und das nördlich angrenzende Vancouver Peninsula umfasste. Im Jahr 2000 wurde Frenchman Bay aufgeteilt.

## Tourismus
Östlich der Cheyne Beach schließt sich die Discovery Bay mit der Albany's Historic Whaling Station an. Die ehemalige Walfangstation dient heute als Museum, eine Touristenattraktion. Dem Schifffahrtsmuseum ist ein Wildpark mit Koalas, Wombats, Kusus, Flughunden, Schlangen und Echsen und ein Wildblumengarten angeschlossen.